# A Magyar Tudományos Akadémia Repozitóriuma
A Magyar Tudományos Akadémia Repozitóriuma (REAL) egy több gyűjteményből álló digitális könyvtári rendszer, amelyet a Magyar Tudományos Akadémia Könyvtár és Információs Központ tart fenn.

## Története
Az OTKA kezdeményezésére (és támogatásával) jött létre 2009-ben. EPrints szoftvert használ. Az első gyűjteményt (a REAL alapgyűjteményt) hamarosan követte a REAL-EOD, a REAL-D és a REAL-PhD, később további gyűjteményekkel bővült. A legfiatalabb a REAL-I, a digitális képgyűjtemény.
Az MTMT Repozitóriumminősítő Bizottsága által minősített repozitórium.
2022-ben a "Ranking Web of Repositories" Google Scholar adatok felhasználásával készített rangsorában a REAL alapgyűjtemény az 53. helyen áll (több más REAl gyűjtemény szerepel még a listában, a REAL-J például a 944.).

## Gyűjteményei
REAL
Az MTA és/vagy az OTKA és/vagy az NKFIH által támogatott kutatási programok publikációi és jelentései.
REAL-D
Az MTA doktorainak (DSc) és kandidátusainak (CSc) értekezései.
REAL-EOD
Könyvek és könyvfejezetek digitális gyűjteménye.
REAL-I
Az MTA Könyvtár és Információs Központban őrzött képdokumentumok gyűjteménye.
REAL-J
Digitalizált és digitálisan készült folyóiratok és periodikák gyűjteménye. Évfolyamonként/kötetenként vagy évfolyamonként/füzetenként tárolja a tudományos folyóiratokat.
REAL-MS
A Kézirattár és Régi Könyvek Gyűjteménye, illetve a Keleti Gyűjtemény teljes szövegű kéziratai.
REAL-PHD
PhD-disszertációk gyűjteménye.
REAL-R
A Kézirattár és Régi Könyvek Gyűjteménye, illetve a Keleti Gyűjtemény teljes szövegű könyvei.